# Ден-Гол
Ден-Гол (нід. Den Hool) — селище в нідерландській провінції Дренте. Входить до муніципалітету Куворден.
Перша згадка про населений пункт датується 1634 роком.